# Żółte strony

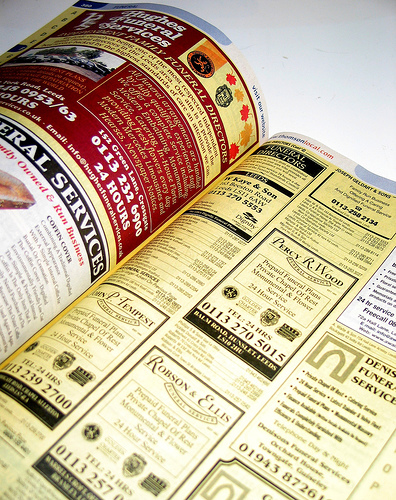
Żółte strony w książce telefonicznej

Żółte strony – rozwinięta forma wydawanych wcześniej książek telefonicznych, znanych jako białe strony.
Ich istotą jest publikowanie spisu abonentów wraz z dużą ilością reklam. Zawarta w nich treść jest czysto handlowa, wyczerpująca i stale aktualizowana. Są publikowane corocznie, niekiedy częściej, i dystrybuowane bezpłatnie wśród abonentów indywidualnych oraz podmiotów gospodarczych. Żółte strony nie zawsze drukuje się na żółtym papierze. Wielu wydawców publikuje swoje bazy danych alternatywnie również na stronach internetowych lub na innych nośnikach.
Twórcą koncepcji żółtych stron był Amerykanin Loren M. Berry (1888–1980), nazywany często Mr Yellow Pages („Pan Żółte Strony”), który zaproponował sprzedaż powierzchni reklamowej w książkach telefonicznych. Stworzył istniejące do dziś wydawnictwo Berry Co w Dayton, Ohio.